# Waterford
Waterford (irski:  Port Láirge) je grad u Irskoj. Nalazi se na istočnoj obali Irskog otoka na rijeci Suir.

## Povijest
Područje današnjeg grada bilo naseljeno već u vrijeme prapovijesti. Prvo naselje zabilježeno je u vrijeme vikinških osvajanja, 853. godine, to naselje je osvojeno od strane engleskih Normana 1170. godine, što je bio uvod u njihovo osvajanje Irske. Naselje je odmah dobilo gradska prava, pa je postalo značajno i brzo je napredovalo. U kasnom srednjem vijeku Waterford je bio po značaju drugi u Irskoj, odmah poslije Dublina. Tijekom 16. i 17. stoljeća grad je sudjelovao u burnim vremenima oko borbi za vlast nad Engleskom, što nije oštetilo gradsko gospodarstvo, pa je cvjetalo u 18. stoljeću, posebno brodogradnja i proizvodnja stakla. Pad gospodarstva zabilježen je u vrijeme velike gladi sredinom 19. stoljeća. U gradu trenutno ima 21 osnovna i 9 srednjih škola.

## Stanovništvo
Prema popisu stanovništva iz 2011. godine u gradu živi 46.747 stanovnika što je za oko 2.000 više nego prema popisu iz 2002. godine. Prema popisu stanovništva iz 1911. naselje je tada imalo 27.464 stanovnika. Na širem gradskom području živi oko 68.000 stanovnika.

## Šport
- Waterford F.C., nogometni klub

U Waterfordu je rođen reli vozač Craig Breen, koji je poginuo na treningu Reli Hrvatska u Loboru 13. travnja 2023. godine.

## Gradovi prijatelji
- St. John's, Kanada
- Rochester, New York, SAD
- Waterford, Connecticut, SAD
- Saint-Herblain, Francuska

## Vanjske poveznice
- Službene stranice  Arhivirana inačica izvorne stranice od 6. ožujka 2018. (Wayback Machine)

### Ostali projekti
|  | Zajednički poslužitelj ima još gradiva o temi Waterford |